# Борго Визињоло (Ређо Емилија)
Борго Визињоло је насеље у Италији у округу Ређо Емилија, региону Емилија-Ромања.
Према процени из 2011. у насељу је живело 54 становника. Насеље се налази на надморској висини од 255 м.